# Pampaska mačka
Pampaska mačka (lat. Leopardus pajeros) je mala prugasta mačka.
Živi u pampasima i na području zapadne i središnje Južne Amerike, od juga Kolumbije, Ekvadora i Čilea preko Anda do juga Argentine. 
Pampaska mačka je malena, samo 55 do 70 centimetara dužine i 3 do 7 kilograma težine. Boja krzna varira od sive do žute i tamno smeđe. U prosjeku ima dva mladunčeta po leglu i živi 9-16 godina.
Malo se zna o lovu i reproduktivnom ponašanju pampaške mačke, ali smatra se, da je noćni lovac, a glavni plijen su joj ptice i mali sisavci.
Nekada je imala podvrste: kolokolo mačka i pantanalska mačka, a sada su to samostalne vrste, a ne više podvrste pampaske mačke.